# Laganadi
Laganadi je italská obec v provincii Reggio Calabria v oblasti Kalábrie.
V roce 2013 zde žilo 408 obyvatel.

## Sousední obce
Calanna, Reggio di Calabria, San Roberto, Sant'Alessio in Aspromonte, Santo Stefano in Aspromonte

## Vývoj počtu obyvatel
Zdroj: 